# Nikica Gabrić
Nikica Gabrić (ur. 1961 w Metkoviciu) – chorwacki lekarz, profesor, wykładowca akademicki i polityk, założyciel i przewodniczący Forum Narodowego.

## Życiorys
W 1984 ukończył studia medyczne na Uniwersytecie w Zagrzebiu. Podjął staż w klinice okulistyki szpitala uniwersyteckiego. W 1988 uzyskał magisterium na podstawie pracy dotyczącej zaćmy. W 1990 rozpoczął praktykę jako okulista w jednej ze stołecznych klinik. W 1997 obronił doktorat, a w 2000 objął stanowisko wykładowcy na Uniwersytecie w Rijece. W 2003 został powołany na stanowisko profesora. W 2002 założył prywatną klinikę okulistyczną Svjetlost. W 1995 założył instytucję LHOB – pierwszy w Chorwacji tzw. bank oczu (rogówek do przeszczepów). Został członkiem korespondentem Chorwackiej Akademii Nauk Medycznych i przewodniczącym jednego z towarzystw lekarskich.
W latach 1986–1990 zasiadał w parlamencie Socjalistycznej Republiki Chorwacji. Od 1987 do 1988 pełnił funkcję przewodniczącego krajowego zrzeszenia młodzieży. W późniejszych latach pełnił m.in. funkcję doradcy wicepremier Željki Antunović. Powołał think tank pod nazwą Forum Narodowe, który w 2013 przekształcono w partię polityczną.